# 克鲁图瓦
克鲁图瓦（法語：Croutoy，法語發音：[kʁutwa]）是法国瓦兹省的一个市镇，位于该省东部，属于贡比涅区。

## 地理
克鲁图瓦（49°23'11"N, 3°2'31"E）面积3.27 平方千米，位于法国上法蘭西大區瓦兹省，该省份为法国北部内陆省份，北起索姆省，西接厄尔省和滨海塞纳省，南至塞纳-马恩省和瓦兹河谷省，东临埃纳省。
与克鲁图瓦接壤的市镇（或旧市镇、城区）包括：谢勒、库卢瓦西、屈斯拉莫特、欧特方丹、若尔济、圣艾蒂安-鲁瓦莱。

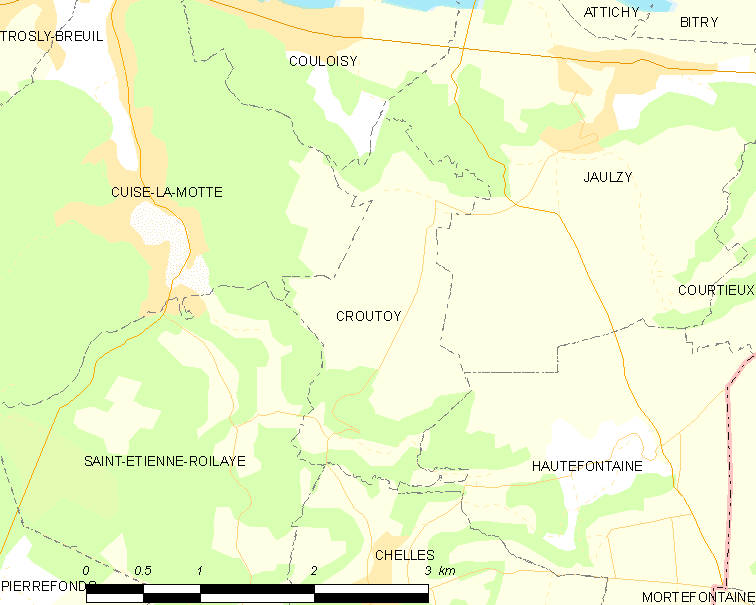
克鲁图瓦的OSM定位图

克鲁图瓦的时区为UTC+01:00、UTC+02:00（夏令时）。

## 行政
克鲁图瓦的邮政编码为60350，INSEE市镇编码为60184。

## 政治
克鲁图瓦所属的省级选区为贡比涅第二县。

## 人口

1962-2008年间克鲁图瓦人口变化图示

克鲁图瓦于2022年1月1日时的人口数量为205人。